# Jean Fernandez
Pour les articles homonymes, voir Fernández.
Jean Fernandez, né le 8 octobre 1954 à Mostaganem, en Algérie, est un footballeur français devenu entraîneur.
Jean Fernandez est réputé pour être un formateur, il participe à l'éclosion de Zinédine Zidane à Cannes et est considéré comme un « père spirituel » par Franck Ribéry, qu'il a repéré puis recruté au FC Metz.

## Biographie

### Carrière de joueur
Ses parents quittent l'Algérie en 1962. Ils s’installent à Cers, petit village de l'Hérault situé à quelques kilomètres de Béziers. Ses parents l'inscrivent au club de l'AS Béziers. Pupilles, minimes, cadets, il gravit un à un les échelons des catégories de jeunes. Doué, il est sélectionné en équipe de France juniors. Au club de Béziers, il intègre le groupe senior, ce qui lui permet d’évoluer en D3 puis en D2.
C'est à cette période que l'Olympique de Marseille le repère. Il y signe en 1975, et dès sa première année il est titulaire dans le groupe pro, jouant en général au poste de milieu défensif. Dans la foulée, il gagne la Coupe de France 1976, et l'OM lui propose un contrat de quatre ans.
En 1980, à l'issue de son contrat, Jean Fernandez rejoint les Girondins de Bordeaux. Il y resta deux saisons, sous la férule technique d'Aimé Jacquet. Après cet intermède bordelais, le joueur retrouve les bords de la Méditerranée. C'est donc à Cannes qu'il posa ses valises. De 1982 à 1984 il porta les couleurs de l'AS Cannes, mais déjà sommeillait en lui le désir d’entraîner, un vœu qui fut exaucé dès la fin de sa carrière de joueur en 1984.

### Carrière d'entraîneur

#### Débuts à Cannes et Marseille
Sans transition, et âgé d'à peine trente ans, il devient le directeur du centre de formation de l'AS Cannes, succédant à Arsène Wenger. Un an plus tard, il prend les commandes du groupe pro. Il participe ainsi à l'éclosion de Zinédine Zidane, puisqu'il est le premier à le titulariser. Jean Fernandez s'occupe de l'AS Cannes jusqu'en juin 1990, avant de faire un choix malheureux en signant à l'OGC Nice, un des rivaux régionaux de l'AS Cannes. À ce moment la ville de Nice connaît des soubresauts politiques. Le maire de Nice s'est en effet exilé en Uruguay, et l'OGC Nice rencontre des difficultés financières. Ces problèmes l'incitent à quitter le club au bout de six mois. En janvier 1991, il rejoint l'OM. Il y séjourne durant deux années mouvementées, puisqu'il fut l'assistant de trois entraîneurs différents : Raymond Goethals, Tomislav Ivić et Franz Beckenbauer. Cependant ces deux saisons furent marquées aussi par deux finales de Coupe d'Europe, celle de Bari en 1991, et celle de Munich en 1993, qui se solda par la première victoire d'un club français en Ligue des champions.

#### Passage dans le Golfe et en Tunisie
Après son passage à l'OM, Jean Fernandez part pour l'Arabie saoudite. Il rejoint le club d'Al Nasr Riyad. Dès sa première saison, Al Nasr Riyad décrocha le titre de champion d'Arabie saoudite et atteignit la finale de la Coupe de la Ligue. Jean Fernandez rentre alors en France afin de s'occuper de sa mère, gravement malade. C'est ainsi qu'il rejoint le LOSC. Mais son passage à la tête du club nordiste s'achève dès l'été 1995. En effet, après cinq journées, Lille ne compte qu'un point (grâce à un match nul à Saint-Étienne). D'un commun accord avec Bernard Lecomte, le président du LOSC, Jean Fernandez se retire, et est remplacé par Jean-Michel Cavalli. Après le décès de sa mère, il retourne en Arabie saoudite. Il y reste quatre années tout en remportant de nombreux titres. En effet, après son titre de champion de 1994, il devient champion du Golfe Persique en 1996 avec Al Shabab Riyad, puis remporte la Coupe d'Arabie saoudite en 1997 avec le même club. Retournant dans le club d'Al Nasr Riyad, il remporte la Coupe des coupes d'Asie en 1998.
Il envisage de rentrer en France mais le président de l'Étoile sportive du Sahel le recrute. 

#### Retour en France
Il reste une seule saison en Tunisie car il s'engage avec le FC Sochaux. Sous son impulsion, le club qui végétait en D2 remonte en D1 en remportant le titre de Champion de France de D2 en 2001. Jean Fernandez révèle alors de nombreux joueurs comme Benoît Pedretti, Mickaël Pagis, Pierre-Alain Frau et Francileudo Santos qu'il avait découvert à l'Étoile sportive du Sahel lors de son passage en Tunisie. Après trois années en Franche-Comté, il rejoint le FC Metz. Il fait monter le club de D2 en D1. Comme à Sochaux, il lance de jeunes joueurs : Emmanuel Adebayor, Mamadou Niang, ainsi que Franck Ribéry, qu'il repère au Stade brestois alors pensionnaire du National. Il relance même la carrière de Toifilou Maoulida qui était en disgrâce à Rennes. En 2005, l'Olympique de Marseille lui propose de redevenir entraîneur du club phocéen. Il n'y reste qu'une année réalisant une belle deuxième partie de saison, marquée par une finale de Coupe de France et une 5e place en championnat.

#### AJ Auxerre

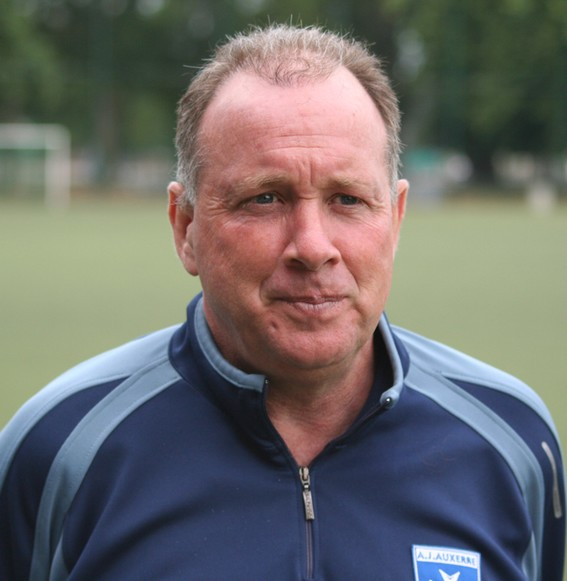
Jean Fernandez à l'AJ Auxerre

En juin 2006, il quitte l'Olympique de Marseille pour des divergences de caractère avec le directeur sportif José Anigo et de pressions provenant de l'entourage marseillais. Il est désormais entraîneur à Auxerre. Il termine sa première saison à la barre du club bourguignon à la 8e place du championnat, notamment grâce à une bonne deuxième partie de saison, à quatre points seulement d'une qualification pour la Ligue des champions. Au début de la saison 2007-2008, et malgré le départ de son capitaine Benoît Cheyrou, il estime que son équipe possède un socle solide les quatre prochaines années.
Néanmoins, la saison s'avère très délicate puisque l'AJ Auxerre n'assurera son maintien qu'à l'avant dernière journée. En cause notamment le recrutement défectueux : Maoulida en tête, il ratera deux penalties dès la 2e journée contre Bordeaux. Les supporters le prendront rapidement en grippe en le qualifiant de "chouchou" de Fernandez. Cela précipitera son départ pour Lens dès le mercato d'hiver. Malgré cette saison difficile, Jean Fernandez est maintenu à la tête de l'AJA. 
Si on note une évolution dans le jeu lors de la saison 2008-2009, le club bourguignon compte 3 points de moins à la trêve que lors de la pénible saison précédente. Cependant, une excellente deuxième moitié de saison lui permet d'atteindre de nouveau la 8e place du championnat.
Lors de la saison 2009-2010, l'AJ Auxerre connaît un début de championnat délicat avec un seul point pris lors des quatre premières journées. Le club se reprend et s'empare de la tête du championnat à l'issue de la 14e journée. L'AJA termine finalement la saison à la troisième place et se qualifie pour le tour préliminaire de la Ligue des Champions. En raison de l'excellente saison de l'équipe, Fernandez est nommé meilleur entraîneur de la saison aux trophées UNFP. Pour répondre à une rumeur de transfert l'annonçant à Bordeaux, il annonce au soir de la dernière journée qu'il reste l'entraîneur de l'AJ Auxerre.
En août 2010, à l'issue du tour préliminaire, il qualifie son équipe pour la Ligue des Champions au détriment du Zénith Saint-Pétersbourg.

#### AS Nancy-Lorraine
Le 2 juin 2011, arrivé en fin de contrat, il annonce son départ de l'AJ Auxerre malgré une proposition de prolongation de contrat du président Gérard Bourgoin. Trois jours plus tard, l'arrivée de Jean Fernandez à l'AS Nancy-Lorraine est officialisée. Une fois de plus le départ de son équipe en championnat est délicat et ce n'est qu'après une série exceptionnelle en mars 2012 (victoires à domicile contre Lyon, Montpellier et le PSG) que l'ASNL s'extirpe de la fin de classement pour terminer le championnat en roue libre. Le début de saison 2012-2013 est encore plus poussif puisque Nancy ne compte que 5 points après 11 journées. Rien ne s'arrange ensuite. Dernier à l'issue des matchs aller, avec une seule victoire lors de la toute première journée, Jean Fernandez décide de quitter le club lorrain le 10 janvier 2013 alors que le climat est tendu avec le président Jacques Rousselot.

#### Montpellier HSC
Le 22 avril 2013, Louis Nicollin, président de Montpellier, annonce que Jean Fernandez sera le prochain entraineur de son équipe à partir de la saison 2013-2014, remplaçant ainsi René Girard, en fin de contrat.
À l'orée de son ultime saison en Ligue 1, interrogé sur sa carrière d'entraîneur par l'hebdomadaire France Football, Jean Fernandez indique que l'accession à la Division 1 avec l'AS Cannes est « son plus beau souvenir » tandis que son passage à l'AS Nancy-Lorraine, son pire. « Sur le plan professionnel et humain, ç'a été un échec total », selon lui. Lorsque Fernandez est questionné sur sa meilleure saison, il ressort la saison 2001-2002 du FC Sochaux-Montbéliard et la saison 2009-2010 de l'AJ Auxerre (qui permet à ce club d'affronter le Real Madrid, le Milan AC et l'Ajax Amsterdam en Ligue des champions) mais surtout il met en exergue la saison 2005-2006 de l'Olympique de Marseille, où il remporte la Coupe Intertoto et manque de peu la qualification pour la Ligue des champions.
Le 5 décembre 2013, à la suite d'un septième match consécutif sans victoire en Championnat, poussé par son président, Jean Fernandez décide de démissionner de son poste d'entraîneur du MHSC. Son bilan est alors de deux victoires sur les trente-quatre derniers matches. Lors de cette saison-là, il dépasse les six cents matchs en tant qu'entraîneur d'un club de Ligue 1.

## Carrière de joueur
- 1972-1975 : AS Béziers (France)
- 1975-1980 : Olympique de Marseille (France)
- 1980-1982 : Girondins de Bordeaux (France)
- 1982-1984 : AS Cannes (France)

## Carrière d'entraîneur
- 1984-1985 : Centre de formation de l'AS Cannes (France)
- 1985-1990 : AS Cannes (France)
- 1990 (juil à déc) : OGC Nice (France)
- 1991 (jan)-1992 (juil) : Olympique de Marseille (adjoint) (France)
- 1992 (juil à nov) : Olympique de Marseille (France)
- 1992 (nov)-1993 : Olympique de Marseille (superviseur) (France)
- 1993-1994 : Al Nasr Riyad (Arabie saoudite)
- 1994-1995 : Lille OSC (France)
- 1995-1996 (fév) : Al Nasr Riyad (Arabie saoudite)
- 1996 (fév)-1997 : Al Shabab Riyad (Arabie saoudite)
- 1997 (juil à déc) : Al Wahda (Arabie saoudite)
- 1998 (jan à juin) : Al Nasr Riyad (Arabie saoudite)
- 1998-1999 : Étoile du Sahel (Tunisie)
- 1999-2002 : FC Sochaux (France)
- 2002-2005 : FC Metz (France)
- 2005-2006 : Olympique de Marseille (France)
- 2006-2011 : AJ Auxerre (France)
- 2011-jan. 2013 : AS Nancy-Lorraine (France)
- 2013-dec. 2013 : Montpellier Hérault Sport Club (France)
- 2015-2017 : Al Khor (Qatar)
- 2017-déc. 2017 : Al-Gharafa SC ( Qatar)

## Statistiques
| Club        | Matchs | Victoires | Match nul | Défaites | % victoire |
| ----------- | ------ | --------- | --------- | -------- | ---------- |
| Marseille   | 14     | 6         | 6         | 2        | 42.9 %     |
| Sochaux     | 110    | 51        | 30        | 29       | 46,4 %     |
| Metz        | 114    | 40        | 33        | 41       | 35.1 %     |
| Marseille   | 38     | 16        | 12        | 10       | 42,1 %     |
| Auxerre     | 122    | 44        | 32        | 46       | 36 %       |
| Nancy       | 44     | 11        | 12        | 21       | 25 %       |
| Montpellier | 17     | 2         | 10        | 5        | 12,5 %     |

Statistiques en Championnat (Ligue 1 et Ligue 2).
Situation au 6/12/2013

## Palmarès joueur

### En club
- Vainqueur de la Coupe de France en 1976 avec l'Olympique de Marseille
- Vainqueur de la Coupe des Alpes en 1980 avec les Girondins de Bordeaux

### En sélection
- International junior et amateur
- Médaille d'argent aux Jeux Méditerranéens en 1975 avec les amateurs

## Palmarès entraîneur
- Vainqueur de la Coupe d'Asie des Vainqueurs de Coupe en 1998 avec l'Al Nasr Riyad
- Champion du Golfe Persique en 1996 avec l'Al Nasr Riyad
- Vainqueur de la Coupe Intertoto en 2005 avec l'Olympique de Marseille et en 2006 avec l'AJ Auxerre
- Champion d'Arabie saoudite en 1994 avec l'Al Nasr Riyad
- Vainqueur de la Coupe d'Arabie saoudite en 1996 avec l'Al Shabab Riyad
- Champion de France de Division 2 en 2001 avec le FC Sochaux

### Distinctions individuelles
- Élu entraîneur de l'année en 1987 par le magazine France Football
- Élu meilleur entraîneur de Ligue 1 en 2010 avec l'AJ Auxerre
- Élu meilleur entraîneur de Division 2 en 2001 avec le FC Sochaux